# Kenneth Anderson Kitchen
Pour les articles homonymes, voir Kitchen.
Kenneth Anderson Kitchen (né en 1932 à Aberdeen et mort le 6 février 2025) est un égyptologue britannique.
C'est un spécialiste de l'histoire de la Troisième Période intermédiaire de l’antiquité égyptienne, période sur laquelle il a écrit plus de deux-cent-cinquante ouvrages et articles.

## Publications
- (en) Suppiluliuma and the Amarna Pharaohs; a study in relative chronology, Liverpool University Press, 1962 ;
- Ancient Orient and Old Testament . London: Tyndale Press. Chicago: InterVarsity Press, 1966 ;
- (en) The Third Intermediate Period in Egypt (1100-650 BC) Warminster: Aris & Phillips Limited, Warminster, 1st ed. 1972, 2nd ed. 1986, 3rd ed. 1996 ;
- (en) The Bible In Its World. Exeter: Paternoster. Downers Grove: InterVarsity Press 1978,  (ISBN 0853642117) (traduit en français : Traces d'un monde. Presses Bibliques Universitaires, 1980) ;
- (en) Pharaoh Triumphant : The Life and Times of Ramesses II, King of Egypt. Monumenta Hannah Sheen Dedicata 2. Mississauga: Benben Publications, 1982 (traduit en français par Paul Coururiau et Christel Rollinat : Ramsès II, le Pharaon Triomphant, Sa vie et son époque, Éditions du Rocher, 1985,  (ISBN 978-2828500504)) ;
- (en) Documentation for Ancient Arabia. Part 1: Chronological Framework and Historical Sources. The World of Ancient Arabia 1. Liverpool: Liverpool University Press, 1994 ;
- (en) Poetry of Ancient Egypt, Gothenburg, P. Åström förlag, 1999,  (ISBN 9170811504) ;
- (en) Documentation for Ancient Arabia, Part II: Bibliographical Catalogue of Texts (The World of Ancient Arabia), The World of Ancient Arabia 2. Liverpool: Liverpool University Press, 2000 ;
- (en) Regnal and Genealogical data of Ancien Egypt, Vienne, Bietak, 2000 [détail des éditions] ;
- (en) On the Reliability of the Old Testament, Grand Rapids and Cambridge: William B. Eerdmans Publishing Company, 2003,  (ISBN 0-8028-4960-1) ;
- (en) Treaty, Law and Covenant in the Ancient Near East, 3 Volumes, Wiesbaden, Harrassowitz, 2012 ;
- (en) Ramesside Inscriptions :
  - (en) Ramesside Inscriptions: Historical and Biographical Volume I, Ramesses I, Sethos I and Contemporaries, Oxford, B. H. Blackwell Ltd, 1975 PDF ;
  - (en) Ramesside Inscriptions: Historical and Biographical, Translations Volume II, Ramesses II, Royal Inscriptions, Oxford, B. H. Blackwell Ltd, 1979 PDF ;
  - (en) Ramesside Inscriptions: Historical and Biographical Volume III, Ramesses II, His Contemporaries, Oxford, B. H. Blackwell Ltd, 1980 PDF ;
  - (en) Ramesside Inscriptions: Historical and Biographical Volume IV, Merenptah and the Late Nineteenth Century, Oxford, B. H. Blackwell Ltd, 1982 PDF ;
  - (en) Ramesside Inscriptions: Historical and Biographical Volume V, Setnakht, Ramesses III and Contemporaries, Oxford, B. H. Blackwell Ltd, 1983 PDF ;
  - (en) Ramesside Inscriptions: Historical and Biographical Volume VI, Ramesses IV to XI and Contemporaries, Oxford, B. H. Blackwell Ltd, 1983 ;
  - (en) Ramesside Inscriptions: Historical and Biographical Volume VII, Addenda and indexes, Oxford, B. H. Blackwell Ltd, 1989 PDF ;
  - (en) Ramesside Inscriptions: Historical and Biographical Volume VIII, Indexes, Oxford, B. H. Blackwell Ltd, 1990 PDF ;
  - (en) Ramesside Inscriptions Translated and Annotated: Translations. Volume I. Ramesses I, Sethos I and Contemporaries. Oxford-Cambridge (MA), Blackwell, 1993 ;
  - (en) Ramesside Inscriptions Translated and Annotated: Translations. Volume II. Ramesses II. Royal inscriptions. Oxford-Cambridge (MA), Blackwell, 1996 ;
  - (en) Ramesside Inscriptions Translated and Annotated: Translations. Volume III. Ramesses II, His Contemporaries. Oxford-Malden (MA), Blackwell, 2000 ;
  - (en) Ramesside Inscriptions Translated and Annotated: Translations. Volume IV. Merenptah and the Late Nineteenth Dynasty. Malden (MA)-Oxford, Blackwell, 2003 ;
  - (en) Ramesside Inscriptions Translated and Annotated: Translations. Volume V. Setnakht, Ramesses III and Contemporaries. Malden (MA)-Oxford, Blackwell, 2008 ;
  - (en) Ramesside Inscriptions Translated and Annotated: Translations. Volume VI. Ramesses IV to XI and contemporaries. Chichester - Maldon (MA), Willey-Blackwell, 2012 ;
  - (en) Ramesside Inscriptions Translated and Annotated: Notes and Comments. Volume I. Ramesses I, Sethos I and Contemporaries. Oxford-Cambridge (MA), Blackwell Publishers, 1993 ;
  - (en) Ramesside Inscriptions Translated and Annotated: Notes and Comments. Volume II. Ramesses II. Royal inscriptions. Oxford-Cambridge (MA), Blackwell Publishers, 1999.